# Dušan Repovš
Dušan D. Repovš (né le 30 novembre 1954 à Ljubljana, en Slovénie) est un mathématicien slovène.

## Formation et carrière
Dušan D. Repovš est diplômé en 1977 de l'université de Ljubljana. Il obtient son doctorat en 1983 à l'université d'État de Floride avec une thèse, Generalized Three-Manifolds with Zero-Dimensional Singular Set, écrite sous la direction de Robert Christopher Lacher. Il est titulaire d'une bourse du Conseil de la recherche de Slovénie et du programme Fulbright.
En 1993, il est promu professeur de géométrie et de topologie à l'université de Ljubljana, où il travaille à la faculté de mathématiques et de physique et à la faculté d'éducation, en tant que directeur de la chaire de géométrie et de topologie. Depuis 1983, il dirige le groupe slovène d'analyse non linéaire, de topologie et de géométrie à l'Institut de mathématiques, de physique et de mécanique de Ljubljana et dirige de nombreuses bourses de recherche nationales et internationales (États-Unis, Japon, fédération de Russie, Chine, France, Italie, Espagne, Israël, Royaume-Uni, Pologne, Hongrie, Roumanie, Slovaquie et autres). L'agence de recherche slovène a sélectionné ce groupe parmi les meilleurs groupes de programmes de recherche en Slovénie.

## Travaux
Dušan D. Repovš est le principal expert slovène en analyse non linéaire et topologie, et l'un des mathématiciens slovènes les plus connus. Il a publié plus de 450 articles de recherche et a donné plus de 400 conférences invitées dans diverses conférences internationales et universités du monde entier.
Ses intérêts de recherche portent sur les méthodes topologiques en analyse non linéaire, les applications de l'analyse fonctionnelle, l'analyse multivaluée, la topologie et l'algèbre. Il s'est d'abord fait connaître dans les années 1980 pour ses résultats en topologie géométrique, notamment la solution du problème classique de reconnaissance des 3-variétés, la preuve du critère 4-dimensionnel de la cellularité et la preuve du cas de Lipschitz de la conjecture de Hilbert-Smith. Plus tard, il a étendu ses recherches à plusieurs autres domaines et étudie actuellement de manière plus active les problèmes des équations aux dérivées partielles,. ll couvre un spectre très large :  problèmes de croissance non standard (exposants variables, problèmes anisotropes, problèmes à deux phases), analyse qualitative des solutions des PDE semi-linéaires et quasi linéaires (conditions de Dirichlet, Neumann et Robin), problèmes singuliers et dégénérés, problèmes d'inégalité (variationnel, hémivariationnel, à la fois stationnaire ou évolutif). Son analyse de ces problèmes combine des méthodes fines à l'interaction entre l'analyse fonctionnelle non linéaire, la théorie des points critiques, les méthodes variationnelles, topologiques et analytiques, la physique mathématique et autres.

## Publications
Il a publié une monographie sur l'analyse non linéaire, une monographie sur les équations aux dérivées partielles avec exposants variables, une monographie sur les sélections continues de fonctions multivaluées,, et une monographie sur les variétés généralisées dans des dimensions plus élevée, ainsi qu'un manuel universitaire de topologie. Il est éditeur associé du Journal of Mathematical Analysis and Applications, Advances in Nonlinear Analysis, Boundary Value Problems, Complex Variables and Elliptic Equations et autres.

## Prix et distinctions
Pour ses recherches exceptionnelles, Dušan D. Repovš a reçu en 2014 le doctorat honoris causa de l'université de Craiova, en 2009, la Médaille commémorative Bogolioubov du Congrès mathématique ukrainien de Kiev et en 1997, le Prix de la République de Slovénie pour la recherche (aujourd'hui Prix Zois). Pour sa promotion de la science slovène à l'étranger, il a reçu en 1995 le titre honorifique d'Ambassadeur des Sciences de la République de Slovénie. Il est membre de l'Académie européenne des sciences et des arts, de l'American Mathematical Society, de la Société mathématique européenne, de la London Mathematical Society, de la Société mathématique du Japon, de la Société mathématique de Moscou, de la Société mathématique de France, de la Société mathématique suisse et d'autres. Il est également membre fondateur de l'Académie d'ingénierie slovène.